# Ted Lewis (escritor)
Ted Lewis (Mánchester, 15 de enero de 1940 - Londres, 27 de marzo de 1982) fue un escritor británico de novela negra.

## Biografía
Tentado por el oficio de ilustrador, obtiene un diploma en la Hull Art School. Después es músico y pintor. También trabaja para la televisión realizando algunas películas de animación llegando a participar en la película de los Beatles Yellow Submarine en 1968.
En 1965, publica una primera novela autobiográfica, pero es en 1969 cuando aparece por primera vez su personaje fetiche, Jack Carter, con Jack's Return Home. Saga que será llevada a la gran pantalla en varias ocasiones.
Derek Raymond, en el prefacio de la novela GBH, le define de esta manera: 
« Su muerte representa una pérdida considerable ya que en el ámbito de la novela negra contemporánea en Gran Bretaña fue, al menos para mi generación, el precursor del renacimiento del género. Hasta tal punto que en GBH, su descripción de un asesino en primera persona tiene un efecto alucinatorio sobre el lector...»
Su universo es negro y sin esperanza, en un mundo poblado de criminales sádicos, de malhechores sin piedad, un mundo de night-clubs y de bares dominado por las pulsiones violentas, el sexo y el dinero. Un universo que el propio Ted Lewis frecuenta asiduamente llevándole a una muerte prematura, a los 42 años, minado por el alcohol, como los grandes precursores de la novela negra.
Su estilo está tintado de humor negro, de cinismo y de una desenvoltura muy británica en la descripción de los bajos fondos y del mal. Una mezcla que interesó a los productores de cine. Entre las adaptaciones de sus obras destaca Get Carter de Mike Hodges, en 1971, y su remake americano Get Carter en 2000. Su novela Plender, considerada por algunos como su obra maestra junto a GBH, fue adaptada en Francia bajo el título Le Serpent en 2006 por Éric Barbier, pero muy alejado del ambiente inglés de Ted Lewis.

## Novelas
- All the Way Home and All the Night Through. 1965. New Authors Ltd. OCLC 176891126.
- Jack's Return Home. 1969. Michael Joseph. ISBN 978-0-7181-0730-7.
  - Edición en español: Carter. 2017. Sajalín Editores. ISBN 978-84-946809-0-8.
- Plender. 1971. Michael Joseph. ISBN 978-0-7181-0959-2.
- Billy Rags. 1973. Michael Joseph. ISBN 978-0-7181-1051-2.
- Jack Carter's Law. 1974. Michael Joseph. ISBN 978-0-7181-1322-3.
  - Edición en español: La ley de Carter. 2018. Sajalín Editores. ISBN 978-84-946809-7-7.
- The Rabbit. 1975. Michael Joseph. ISBN 978-0-7181-1251-6.
- Boldt. 1976. Michael Joseph. ISBN 978-0-7181-1460-2.
- Jack Carter and the Mafia Pigeon. 1977. Michael Joseph. ISBN 978-0-7181-1372-8.
- GBH (Grievous Bodily Harm). 1980. Sphere. ISBN 978-0-7221-5517-2.
  - Edición en español: No solo morir. 2018. Sajalín Editores. ISBN 978-84-946809-8-4.

## Filmografía
- Jack's Return Home, también conocida como Get Carter, se ha llevado a la gran pantalla en tres ocasiones:
  - Get Carter (1971) con Michael Caine
  - Hit Man (1972) con Bernie Casey and Pam Grier
  - Get Carter (2000) con Sylvester Stallone
- Plender se adaptó para el cine francés como:
  - Le Serpent (2007) dirigida por Eric Barbier[3]